# Space Quest III: The Pirates of Pestulon
Space Quest III: The Pirates of Pestulon — третья игра одной из многих серий приключенческих игр Sierra Entertainment — Space Quest. Дата релиза — 24 марта 1989 года. В игре используется ранняя версия движка Sierra’s Creative Interpreter.

## Сюжет
Космический челнок, на котором главный герой Роджер Вилко в прошлой части сбежал с погибающей базы-астероида безумного учёного Сладжа Вохаула, сломался в полёте. Роджер влез в анабиозную капсулу, надеясь, что его кто-то подберёт и он не будет болтаться в космосе вечность.
Капсулу с Роджером подбирает автоматический мусорный фрахтовщик. И стоило ему только проснуться, как ему тут же выдали задание — починить старый корабль «Алюминиевая утка». Задание оказалось с низу до верху набито необычными для простого ремонта трудностями (чего только стоил Андроид Аннигилятор, являющийся отсылкой к Терминатору). Преодолев их, Роджер, понимает что они — результат деятельности компании по разработке компьютерных игр ScumSoft, организованной Пиратами Пестулона.

## Критика
Британский журнал о компьютерных играх Computer and Video Games поставил Space Quest III оценку в 83 %, добавив что игра «…захватывающая и приятная…».
Игра была рассмотрена авторами журнала Dragon: Хартли, Патрисией, и Кирком Лессером в рубрике «Роль Компьютеров». Обозреватели отдали игре 4 звезды из 5.
Computer Gaming World дал игре положительный отзыв, отметив улучшения в графике и насыщенности действий в сравнении с предыдущими играми серии.